# Lake Lure

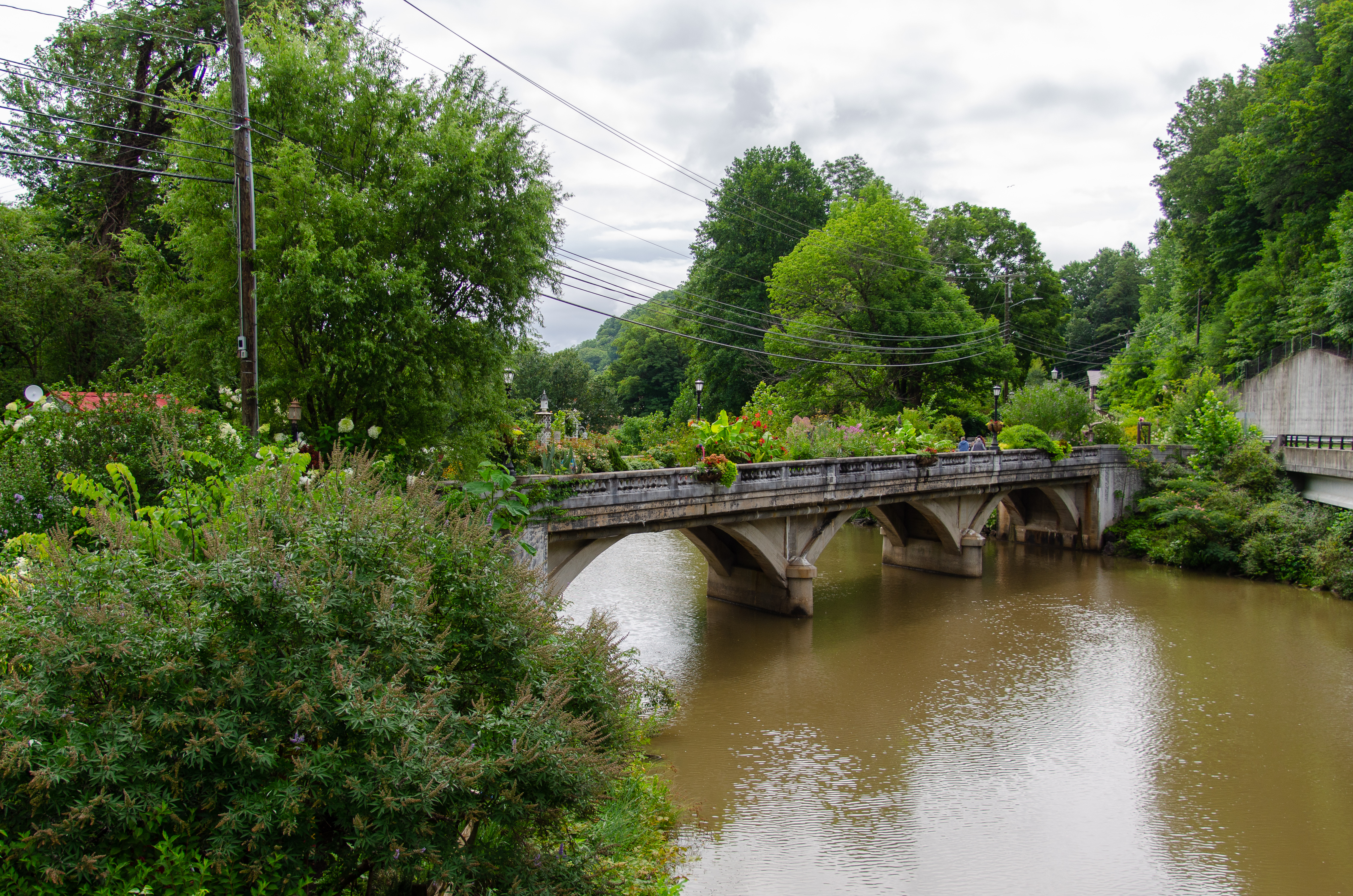
Pont fleuri du lac Lure

Lake Lure est une ville américaine située dans le comté de Rutherford dans l'État de Caroline du Nord. En 2010, sa population était de 1 192 habitants.

## Démographie
| 1930 | 1940 | 1950 | 1960 | 1970 | 1980 |
| ---- | ---- | ---- | ---- | ---- | ---- |
| 204  | 212  | 174  | 233  | 456  | 488  |

| 1990 | 2000  | 2010  | - | - | - |
| ---- | ----- | ----- | - | - | - |
| 691  | 1 027 | 1 192 | - | - | - |

## Source de la traduction
- (en) Cet article est partiellement ou en totalité issu de l’article de Wikipédia en anglais intitulé « Lake Lure, North Carolina » (voir la liste des auteurs).